# جوليس شوارتز
جوليس شوارتز (بالإنجليزية: Jules Schwartz)‏ هو عالم حاسوب أمريكي، ولد في 26 يونيو 1927، وتوفي في 6 يونيو 2013.